# Donji Vratari
Donji Vratari (izvirno srbsko Доњи Вратари) je naselje v Srbiji, ki upravno spada pod Občino Aleksandrovac; slednja pa je del Rasinskega upravnega okraja.

## Demografija
V naselju živi 241 polnoletnih prebivalcev, pri čemer je njihova povprečna starost 40,3 let (37,6 pri moških in 43,4 pri ženskah). Naselje ima 76 gospodinjstev, pri čemer je povprečno število članov na gospodinjstvo 3,91.
|  |

| Demografija | Demografija     | Demografija     |
| Leto        | Št. prebivalcev | Št. prebivalcev |
| ----------- | --------------- | --------------- |
|             |                 |                 |
|             |                 |                 |
|             |                 |                 |
|             |                 |                 |
| 1948        | 439             |                 |
| 1953        | 476             |                 |
| 1961        | 448             |                 |
| 1971        | 395             |                 |
| 1981        | 340             |                 |
| 1991        | 316             | 308             |
| 2002        | 299             | 297             |
|             |                 |                 |

| Etnična sestava po popisu iz leta 2002 | Etnična sestava po popisu iz leta 2002 | Etnična sestava po popisu iz leta 2002 | Etnična sestava po popisu iz leta 2002 | Etnična sestava po popisu iz leta 2002 |
| -------------------------------------- | -------------------------------------- | -------------------------------------- | -------------------------------------- | -------------------------------------- |
| Srbi                                   | Srbi                                   |                                        | 296                                    | 99,66%                                 |
| Neznano                                | Neznano                                |                                        | 1                                      | 0,33%                                  |